# 進氏
進氏（しんし）は南北朝時代から室町時代にかけて伯耆国西部（西伯耆）に勢力を持っていた国人。戦国時代頃からは南条氏の家臣となった。

## 経歴
進氏は平安時代末期、西伯耆を中心に勢力を誇っていた紀氏、紀成盛を祖とする一族で代々、会見郡から日野郡にかけて権益を持っていた。当初は巨勢氏、相見氏ともいい、船上山合戦に馳せ参じた際、その戦功を称えられ後醍醐天皇より綸旨が与えられた。この綸旨は現在でも実物が伝えられているが、これを与えられた巨勢氏・会見氏が進氏につながる一族であるのか不明な点も多い。

### 南北朝時代から室町時代
文献に見える一番古い記録は興国6年（貞和元年、1345年）の山城国嘉祥寺領伯耆国布美庄に関するもので進三郎入道長覚が領家職を押領しようとしたとの記録が最古である。（布美庄は現在の米子市付近に位置していた）室町時代には山名氏のもとで伯耆衆の一員になり応仁の乱に参加、その功によって進美濃守は南条氏と共に伯耆守護代に任じられた。このほか中央の文献には当時、伯耆国内で有力であった小鴨氏、南条氏、村上氏などと並んで進氏の名が記されており、西伯耆の有力者であったことがうかがい知れる。

### 戦国時代
進氏は戦国時代に入ると尼子氏など伯耆に侵出してきた中国地方の有力者のもとに属した。なお、進氏の名は伯耆衆と呼ばれる山名尚之の被官衆には確認されない。このことからも山名教之の代には守護代を務めたこともある進氏は明応年間に入ると山名氏から離れ自立する動きを見せていたことが明らかになっている。その後の一族の動向は不明だが、天正年間からは東伯耆の南条氏家臣に進下総守が確認され、一部の者は他の有力者の家臣に組み込まれていったものと推察される。